# Degu
Degu (latin: Octodon degus) er en middelstor gnaverart på omkring 250 gram. Den stammer oprindeligt fra Chile og er et forholdsvis nyt kæledyr i Danmark. I sit hjemland betragtes den som et skadedyr. Det skyldes dens instinkt til at gnave i alt.
Den er brunlig i farven, også kaldet agouti (vildtfarvet). Der findes andre farver, men disse er sjældne og forekommer ikke blandt danske deguer.

## Kost
Der er en del diskussion om den optimale degukost og deres ernæringssystem, men to ting står fast: Deguer tåler ikke meget sukkerrig kost, og de lever primært af frugt og grønt. En del folk mener desuden, at vilde deguer supplerer deres kost med insekter. Deguer tåler ikke frugt, da der er for meget sukker i det, eller for meget grønt.

## Adfærd
Deguen er, i modsætning til sin større, mere kendte fætter, chinchillaen, et flokdyr, og i naturen vil en flok bestå af en voksen han, en række hunner samt deres unger. Deres  territorium dækker typisk over ca. 5 kvadratkilometer.  Deguen får mellem 3 og 10 unger i et kuld, og drægtighedsperioden er 90 dage. Ungerne fødes fuldt udviklede og dier i ca. 4 uger. Faren hjælper normalt med at passe sine unger. 
Der er delte meninger om, hvornår en deguunge bliver kønsmoden, alt mellem 7 uger og 9 måneder er normalt.

## Deguer i fangenskab
I naturen opnår deguen typisk en alder på lige under et år. I fangenskab kan de blive helt op til 8 år, men typisk omkring 3 år. En del degueksperter mener, at deguen bør have animalsk protein som tilskud til sit grundfoder.
Deguen stammer fra en bjergrig egn, så den bør have et højt bur frem for et aflangt. Da deguen renser pels i fint sand, skal den dagligt have adgang til chinchilla-sand.
Deguen er et flokdyr og trives normalt ikke alene, men hvis man giver deguen masse opmærksomhed, burde den kunne klare at leve alene i fangeskab. Voksne hanner kan dog være svære at sammenføre.